# Atletika na Letních olympijských hrách 2012 – hod oštěpem ženy
 Hod oštěpem žen na Letních olympijských hrách 2012 se uskutečnil od 7. do 9. srpna na Olympijském stadionu v Londýně.

## Rekordy
Před startem soutěže byly platné rekordy následující:
| Světový rekord           | Barbora Špotáková (CZE)    | 72,28 m | Stuttgart, Německo    | 13. září 2008  |
| Olympijský rekord        | Osleidys Menéndezová (CUB) | 71,53 m | Athény, Řecko         | 27 August 2004 |
| Nejlepší výkon roku 2012 | Barbora Špotáková (CZE)    | 69,55 m | Londýn,Velká Británie | 9. srpen 2012  |

## Kalendář
Pozn. Všechny časy jsou v britském letním čase (UTC+1).
| Datum                 | Čas   | Kolo        |
| --------------------- | ----- | ----------- |
| Úterý 7. srpna 2012   | 10:00 | Kvalifikace |
| Čtvrtek 9. srpna 2012 | 21:00 | Finále      |

## Výsledky
- Q Přímý postup po splnění kvalifikačního limitu
- q Dodatečný postup pro doplnění počtu účastnic finále na 12
- DNS Nestartovala
- DNF Nedokončila
- DSQ Diskvalifikována
- NM Žádný platný pokus
- x Neplatný pokus (přešlap)

- PB osobní rekord
- SB nejlepší čas sezóny
- NR národní rekord
- CR kontinentální rekord
- OR olympijský rekord
- WR světový rekord

### Kvalifikace
V kvalifikaci měla každá z oštěpařek možnost tří pokusů, ze kterých se počítal nejlepší. Do finále postoupily přímo oštěpařky, které hodily alespoň 62 metrů (Q). Dodatečně postoupily tři oštěpařky s nejlepším výkonem (q), které limit nesplnily, aby byl počet účastnic finále doplněn na 12.
| Poř. | Skupina | Oštěpařka               | Země                   | #1    | #2    | #3    | Výsledek | Pozn. |
| ---- | ------- | ----------------------- | ---------------------- | ----- | ----- | ----- | -------- | ----- |
| 1    | A       | Barbora Špotáková       | Česko                  | 66,19 | -     | -     | 66,19    | Q     |
| 2    | A       | Christina Obergföllová  | Německo                | 66,14 | -     | -     | 66,14    | Q     |
| 3    | B       | Sunette Viljoenová      | Jihoafrická republika  | 65,92 | -     | -     | 65,92    | Q     |
| 4    | A       | Linda Stahlová          | Německo                | 64,78 | -     | -     | 64,78    | Q SB  |
| 5    | B       | Lu Huihui               | Čína                   | 64,45 | -     | -     | 64,45    | Q     |
| 6    | A       | Martina Ratejová        | Slovinsko              | x     | 63,60 | -     | 63,60    | Q     |
| 7    | B       | Marija Abakumovová      | Rusko                  | 63,25 | -     | -     | 63,25    | Q     |
| 8    | B       | Ásdís Hjálmsdóttir      | Island                 | 62,77 | -     | -     | 62,77    | Q NR  |
| 9    | B       | Katharina Molitorová    | Německo                | 58,06 | 55,30 | 62,05 | 62,05    | Q     |
| 10   | A       | Madara Palameikaová     | Lotyšsko               | 60,62 | 60,50 | 57,91 | 60,62    | q     |
| 11   | A       | Elizabeth Gleadleová    | Kanada                 | x     | 59,73 | 60,26 | 60,26    | q     |
| 12   | B       | Kathryn Mitchellová     | Austrálie              | 60,11 | 57,80 | 59,84 | 60,11    | q     |
| 13   | A       | Lina Muzeová            | Lotyšsko               | 51,15 | 59,48 | 59,91 | 59,91    |       |
| 14   | B       | Jarmila Klimešová       | Česko                  | 56,76 | 59,90 | x     | 59,90    |       |
| 15   | A       | Brittany Bormanová      | Spojené státy americké | 54,31 | 56,50 | 59,27 | 59,27    |       |
| 16   | B       | Yuki Ebiharaová         | Japonsko               | 59,25 | 58,03 | 54,17 | 59,25    |       |
| 17   | A       | Kimberley Mickleová     | Austrálie              | 59,23 | 57,77 | x     | 59,23    |       |
| 18   | B       | Indre Jakubaityteová    | Litva                  | 54,05 | 56,63 | 59,05 | 59,05    | SB    |
| 19   | B       | Vira Rebryková          | Ukrajina               | x     | 58,97 | x     | 58,97    |       |
| 20   | B       | Sinta Ozolina-Kovalaová | Lotyšsko               | x     | 58,86 | 51,35 | 58,86    |       |
| 21   | A       | Laila Ferer e Silvaová  | Brazílie               | 51,66 | 52,61 | 58,39 | 58,39    |       |
| 22   | B       | Hanna Hatsková          | Ukrajina               | 58,37 | 56,02 | 55,94 | 58,37    |       |
| 23   | A       | Zhang Li                | Čína                   | 57,17 | 58,35 | x     | 58,35    |       |
| 24   | B       | Rachel Yurkovichová     | Spojené státy americké | 54,20 | x     | 57,92 | 57,92    |       |
| 25   | A       | Noraida Bicetová        | Španělsko              | 54,08 | 54,56 | 57,77 | 57,77    |       |
| 26   | A       | Tatjana Jelačaová       | Srbsko                 | 52,58 | x     | 57,09 | 57,09    |       |
| 27   | B       | Sávva Líkaová           | Řecko                  | 56,36 | 57,06 | x     | 57,06    |       |
| 28   | A       | Marharyta Dorožonová    | Ukrajina               | 56,74 | 55,18 | 50,60 | 56,74    |       |
| 29   | B       | Yainelis Ribeauxová     | Kuba                   | 53,70 | 56,55 | x     | 56,55    |       |
| 30   | B       | Li Lingwei              | Čína                   | 55,28 | x     | 56,50 | 56,50    |       |
| 31   | A       | Kara Pattersonová       | Spojené státy americké | 56,23 | x     | x     | 56,23    |       |
| 32   | A       | Flor Ruizová            | Kolumbie               | x     | 54,34 | 52,37 | 54,34    |       |
| 33   | B       | Maryna Noviková         | Bělorusko              | 51,93 | 50,77 | 54,31 | 54,31    |       |
| 34   | B       | Leryn Francová          | Paraguay               | 51,45 | x     | 49,72 | 51,45    |       |
| 35   | B       | Anastasija Svečnikovová | Uzbekistán             | 50,56 | 51,27 | x     | 51,27    |       |
| 36   | B       | Vanda Juhászová         | Maďarsko               | 49,90 | 50,01 | x     | 50,01    |       |
| 37   | A       | Elisabeth Eberlová      | Rakousko               | x     | x     | 49,66 | 49,66    |       |
| 38   | A       | Kristine Harutyunyanová | Arménie                | 47,65 | x     | x     | 47,65    |       |
| -    | A       | Yanet Cruzová           | Kuba                   | x     | x     | x     | -        | NM    |
| -    | A       | Goldie Sayersová        | Velká Británie         | x     | x     | x     | -        | NM    |
| -    | B       | Sanni Utriainenová      | Finsko                 | x     | x     | x     | -        | NM    |
| -    | A       | Yusbelys Parraová       | Venezuela              | -     | -     | -     | -        | DNS   |

### Finále
Dvanáctka finalistek měla k dispozici tři pokusy, ze kterých se počítal nejlepší. Osmička nejlepších pak měla k dispozici další tři pokusy. Nejlepší výsledek se počítal ze všech šesti pokusů.
| Poř.             | Oštěpařka              | Země                  | #1    | #2    | #3    | #4    | #5    | #6    | Výsledek | Pozn. |
| ---------------- | ---------------------- | --------------------- | ----- | ----- | ----- | ----- | ----- | ----- | -------- | ----- |
| Zlatá medaile    | Barbora Špotáková      | Česko                 | 66,90 | 66,88 | 66,24 | 69,55 | x     | x     | 69,55    | SB    |
| Stříbrná medaile | Christina Obergföllová | Německo               | 65,16 | x     | x     | x     | x     | x     | 65,16    |       |
| Bronzová medaile | Linda Stahlová         | Německo               | 59,49 | 63,24 | 62,67 | 64,91 | x     | x     | 64,91    | SB    |
| 4                | Sunette Viljoenová     | Jihoafrická republika | 64,53 | 62,71 | 57,30 | 57,05 | 60,93 | 62,61 | 64,53    |       |
| 5                | Lu Huihui              | Čína                  | 59,97 | 63,28 | 58,58 | 61,26 | 63,70 | 62,19 | 63,70    |       |
| 6                | Katharina Molitorová   | Německo               | 62,89 | 58,15 | 58,51 | x     | x     | x     | 62,89    |       |
| 7                | Martina Ratejová       | Slovinsko             | x     | 58,89 | 61,62 | x     | 60,11 | 56,90 | 61,62    |       |
| 8                | Madara Palameiková     | Lotyšsko              | 56,47 | 60,73 | x     | 59,32 | x     | 59,22 | 60,73    |       |
| 9                | Kathryn Mitchellová    | Austrálie             | 58,31 | 59,46 | 58,45 | -     | -     | -     | 59,46    |       |
| 10               | Marija Abakumovová     | Rusko                 | x     | 59,34 | 58,70 | -     | -     | -     | 59,34    |       |
| 11               | Ásdís Hjálmsdóttir     | Island                | 59,08 | 57,35 | x     | -     | -     | -     | 59,08    |       |
| 12               | Elizabeth Gleadleová   | Kanada                | 57,10 | x     | 58,78 | -     | -     | -     | 58,78    |       |